# Saatse
Saatse är en by i sydöstra Estland med 71 invånare, belägen i Setomaa kommun i landskapet Võrumaa. Före kommunreformen 2017 låg byn i Värska kommun i landskapet Põlvamaa.
Byn ligger sydöst om floden Piusa och mycket nära gränsen till Ryssland. Saatse och de omgivande byarna (Kundruse, Litvina, Pattina, Perdaku, Saabolda, Samarina, Sesniki och Ulitina) ligger avskilt och fram till 2008 kunde byarna bara nås genom att beträda ryskt territorium. 2008 byggdes en ny väg som gjorde byn direkt tillgänglig från Estland.
Saatse var tidigare känt som Korki eller Gorki. Det nuvarande namnet kommer från det ryska Zatšerenje som senare förvandlades till Satseri och sedan Saatse. Byn bebos av setukeser och har även ett museum tillägnat denna folkgrupp.